# Zuzana Čaputová
Zuzana Čaputová (sinh ngày 21 tháng 6 năm 1973; nhũ danh Zuzana Strapáková) là một luật sư người Slovakia, chính trị gia tự do xã hội và một nhà hoạt động môi trường. Năm 2019 bà đắc cử và sẽ đảm nhiệm chức vụ tổng thống Slovakia vào ngày 15 tháng 6 năm 2019.

## Nghề nghiệp
Čaputová học luật tại Đại học Comenius Bratislava. Cô tốt nghiệp năm 1996. Sau khi được đào tạo, cô đã làm việc vài năm trong chính quyền khu vực của thị trấn Pezinok, đầu tiên là thành viên của bộ phận pháp lý, sau đó là cơ quan quản lý của chính quyền thành phố. Năm 2016, cô nhận được Giải thưởng Môi trường Goldman  cho hoạt động của mình trong một phong trào môi trường địa phương ở quê hương cô.
Čaputová là mẹ của hai đứa trẻ. Cho đến năm 2018, cô đã kết hôn với Ivan Čaputová. Cô hiện sống với nhạc sĩ, nhiếp ảnh gia và tác giả Peter Konečný.

## Sự nghiệp chính trị
Vào tháng 12 năm 2017, cô tuyên bố gia nhập đảng tự do xã hội mới Progresívne Slovensko (Tiến bộ Slovakia). Vào tháng 1 năm 2018, cô được bầu làm phó chủ tịch trong hội nghị đầu tiên của đảng.

## Bầu cử tổng thống 2019
Trong cuộc bầu cử tổng thống Slovakia năm 2019, bà đã tranh cử cho đảng Tiến bộ cùng với đảng SaS và SPOLU. Sau khi nhà khoa học Róbert Mistrík không tiếp tục tranh cử vào cuối tháng 2 năm 2019 và đề nghị bầu cho cô, cô được coi là người có nhiều triển vọng nhất. Cô giành được trong vòng đầu tiên vào ngày 16.tháng 3 năm 2019 với 40,6% số phiếu bầu, Ủy viên EU Maroš Šefčovič về nhì. Cả hai tranh vòng nhì vào ngày 30. Tháng 3 năm 2019. Čaputová đã đánh bại Šefčovič với tỉ số 58-42%.

### Tuyên bố
Čaputová tuyên bố sau khi đắc cử: ""Chúng ta từng nghĩ rằng đạo đức chính trị là dấu hiệu của một sự nhu nhược, nhưng giờ đây thì chúng ta thấy rằng đấy chính là sức mạnh. Cưỡng lại trào lưu dân túy là điều hòa toàn có thể và chúng ta có thể làm được điều đó mà không cần đến những lời lẽ hung hăng hay những đòn hiểm và thô bỉ".